# Routine ‒ Telereha
Routine – Telereha ist eine Online-Trainingsplattform für Menschen mit Phantomschmerzen in Folge einer Amputation im Beinbereich. Das Training wurde von dem Düsseldorfer Softwareentwickler Kaasa health entwickelt und ist das Ergebnis der PACT-Studie (Patient Centered Telerehabilitation). In einer Anschlussstudie (GAPP = Gamification Against Phantom Pain) soll die Trainingsmethode unter Zuhilfenahme von Virtueller Realität noch verbessert und durch ein Modul für Menschen mit einer Amputation im Armbereich erweitert werden. Die Studie wird vom Land NRW und der EU gefördert und in Zusammenarbeit mit mehreren Kliniken und Universitäten realisiert.

## Konzept
Routine – Telereha ist ein alternatives Therapiekonzept und soll das langfristige Selbstmanagement der Patienten nach Beendigung einer Rehabilitation unterstützen und zur Reduktion der Phantomschmerzen und Schmerzmittel beitragen. Durch den regelmäßigen Einsatz der Spiegeltherapie über einen Tablet-PC, der die Bewegungen des intakten Beins filmt und spiegelt, ist eine Schmerzreduktion innerhalb von vier Wochen möglich. Dabei werden Elemente der Augmented Reality verwendet, um die Integration in den Alltag für den Patienten so real wie möglich zu gestalten. Der Schmerzverlauf wird dokumentiert, indem die Schmerzdauer, -art, -intensität und der Zeitpunkt des Auftretens der Schmerzen regelmäßig abgefragt und in einem Schmerztagebuch dokumentiert werden. Zudem beinhaltet die Trainingsplattform ein Lateralisationstraining, durch das die Wahrnehmung beider Körperhälften geschult wird.
Durch eine Chatfunktion haben Patienten die Möglichkeit, Kontakt mit ihrem persönlichen Therapeuten aufzunehmen und einen individuellen Trainingsplan festzulegen. Hintergrundinformationen geben zudem Auskunft über Phantomschmerzen, eine angemessene Stumpfpflege oder Möglichkeiten der Freizeitgestaltung und Kontakt zu Selbsthilfegruppen.
Die Zuhilfenahme eines Tablet-PCs ermöglicht den Patienten eine größtmögliche Mobilität, sodass Ort und Zeitpunkt des Trainings individuell festgelegt werden können.

## Einsatz
Die Trainingsplattform wird zur unterstützenden Therapie bei Menschen mit Phantomschmerzen als Folge einer Amputation eingesetzt. Die Kostenübernahme für die telerehabilitative Maßnahme kann nach einem Arbeitsunfall in einigen Fällen bei der zuständigen Berufsgenossenschaft des Patienten geltend gemacht werden.